# Verdelândia
Verdelândia – miasto i gmina w Brazylii, w stanie Minas Gerais.